# Neuilly - Porte Maillot (stanice RER v Paříži)
Neuilly – Porte Maillot je nádraží příměstské železnice RER v Paříži, které se nachází v 17. obvodu na křižovatce ulic Boulevard Pereire a Boulevard Gouvion-Saint-Cyr. Slouží pro linky RER C a RER E. Podzemním tunelem je propojeno se stanicí Porte Maillot, kde je možné přestoupit na linku 1 pařížského metra, nebo na tramvajovou linku T3b, která jezdí po povrchu. V roce 2004 činil počet denních pasažérů 7 500-15 000 a vlaků 150-250.

## Historie
Nádraží bylo otevřeno 2. května 1854 jako jedna ze stanic na trati do Auteuil. Tato linka byla uzavřena 6. ledna 1985 kvůli následné rekonstrukci. Znovuotevření proběhlo 25. září 1988, když zde byla zprovozněna linka RER C a vybudován přestup na linku metra.
6. května 2024 došlo k prodloužení linky RER E ze stanice Haussmann - Saint-Lazare na západ do Nanterre-La Folie, díky čemuž se z nádraží Neuilly – Porte Maillot stal jeden z nejdůležitějších přestupních uzlů na západě Paříže. Design stanice, jejíž výstavba probíhala v letech 2018 až 2024, navrhl architekt Jean-Marie Duthilleul. Nástupiště linky E se nachází 30 metrů pod náměstím Porte Maillot poblíž stanice metra. Podzemní spojovací chodby zajišťují přímý přestup na metro i linku RER C.

## Zklidnění okolních ulic
Další spojení Paříže se čtvrtí zvýší dostupnost a usnadní plánovaný projekt měst Paříže a Neuilly-sur-Seine na revitalizaci osy Avenue de la Grande Armée – Porte Maillot – Avenue Charles de Gaulle.

## Galerie

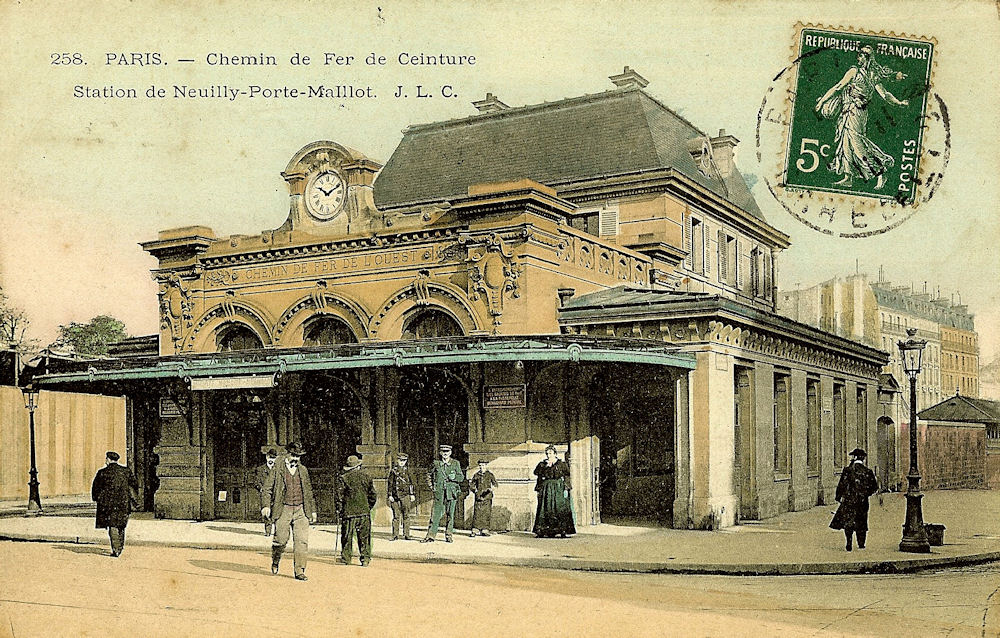
Nádražní budova v roce 1900
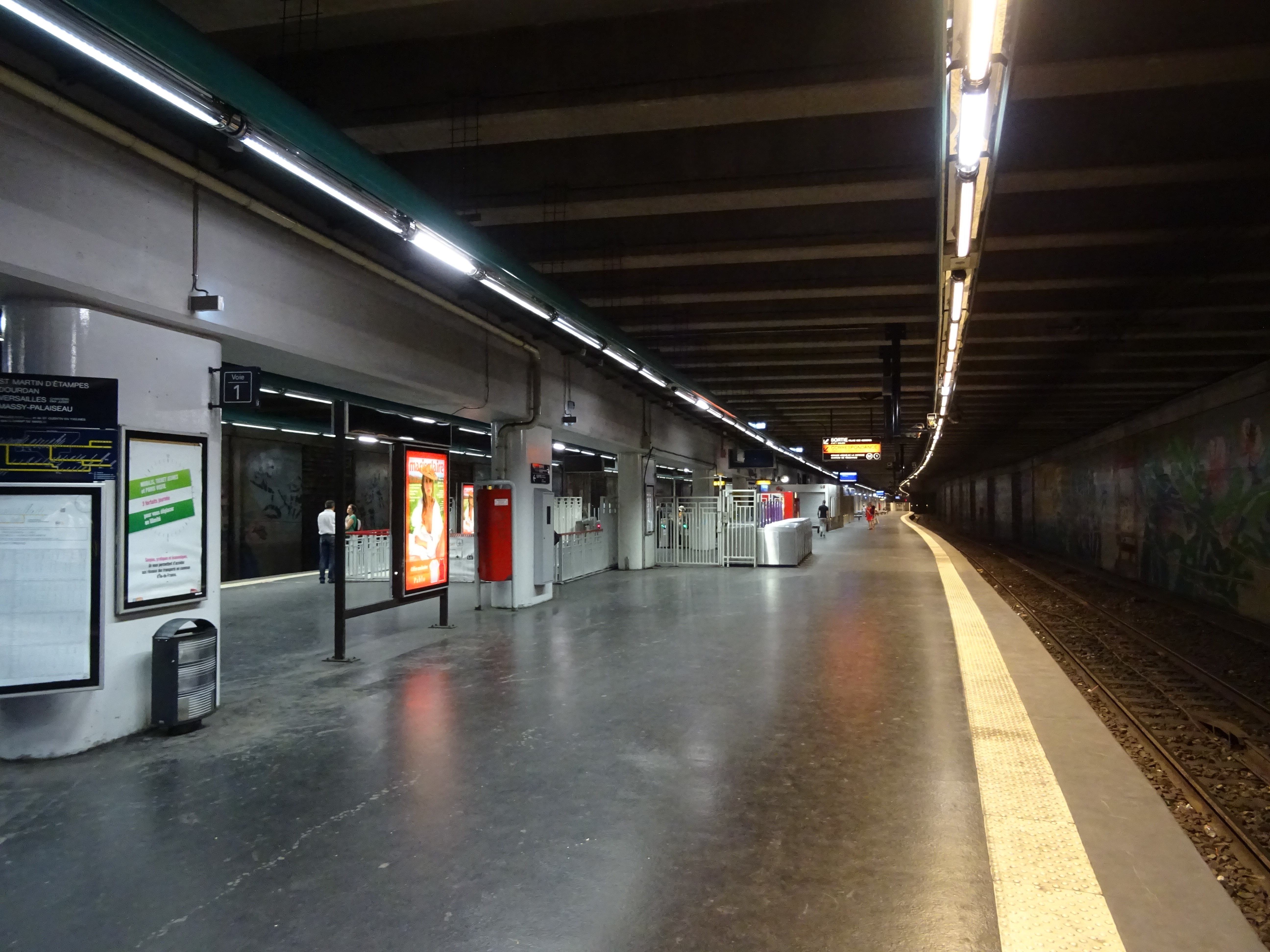
Nástupiště linky RER C
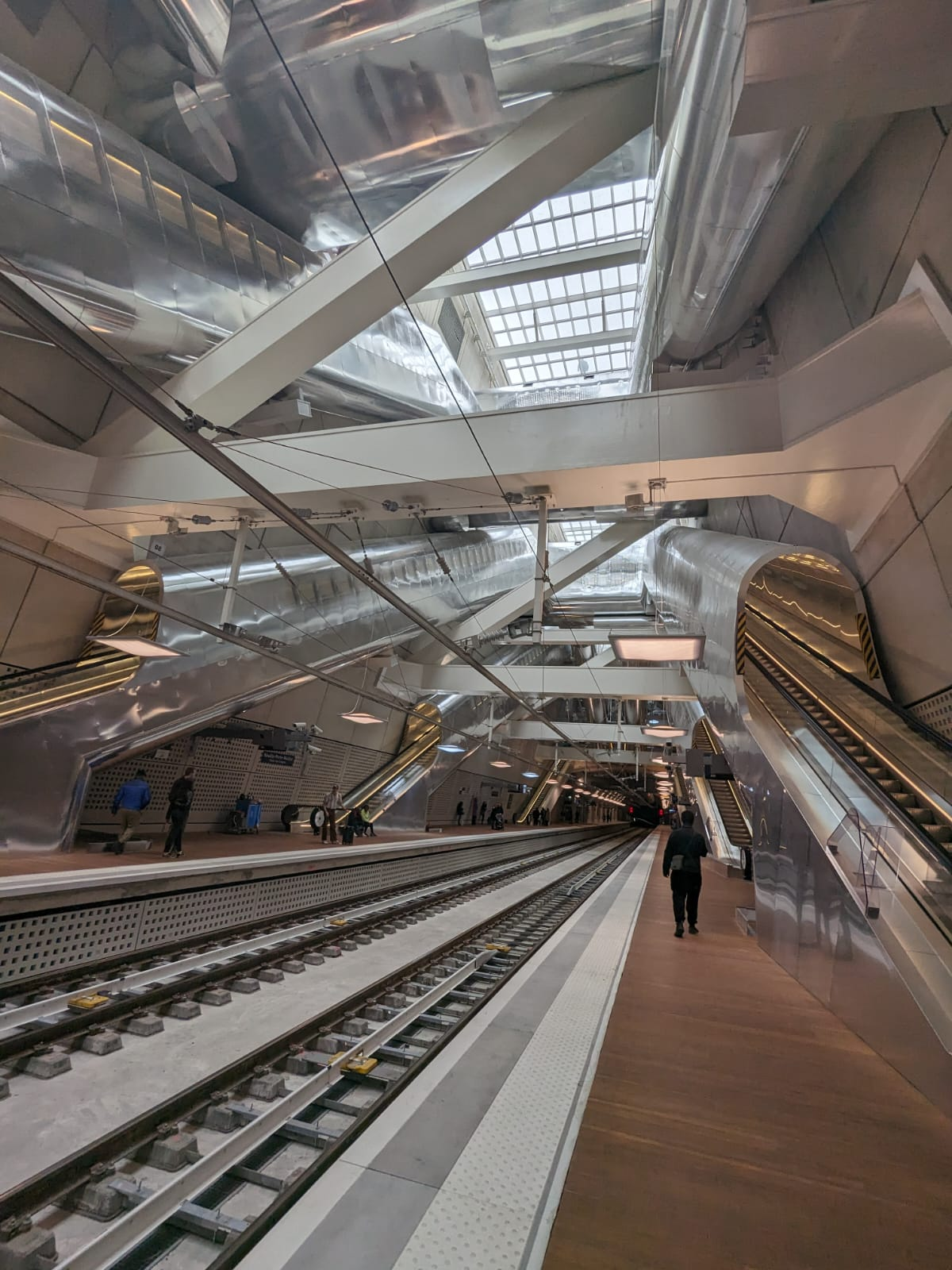
Nástupiště linky RER E
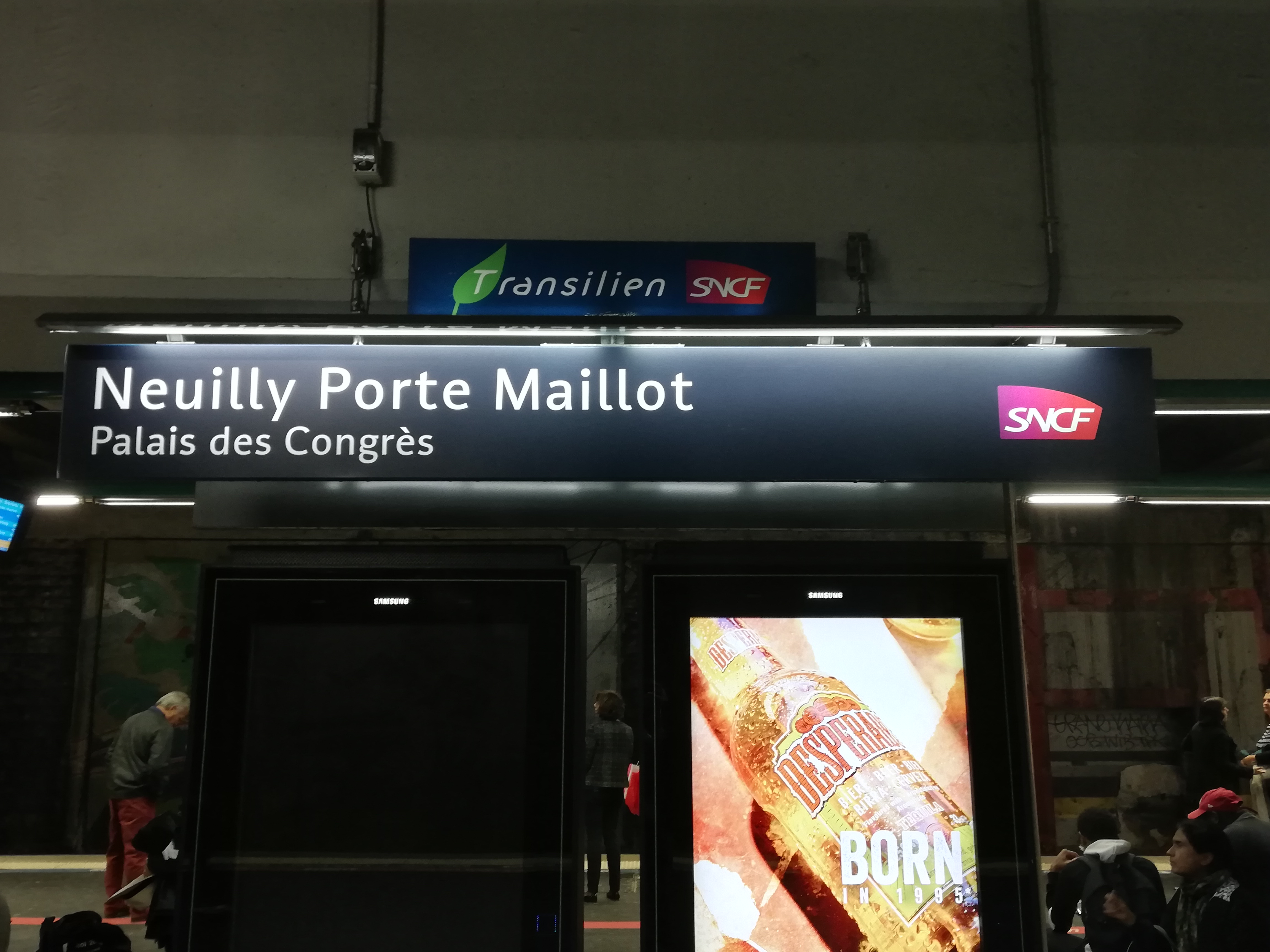
Označení stanice na nástupišti
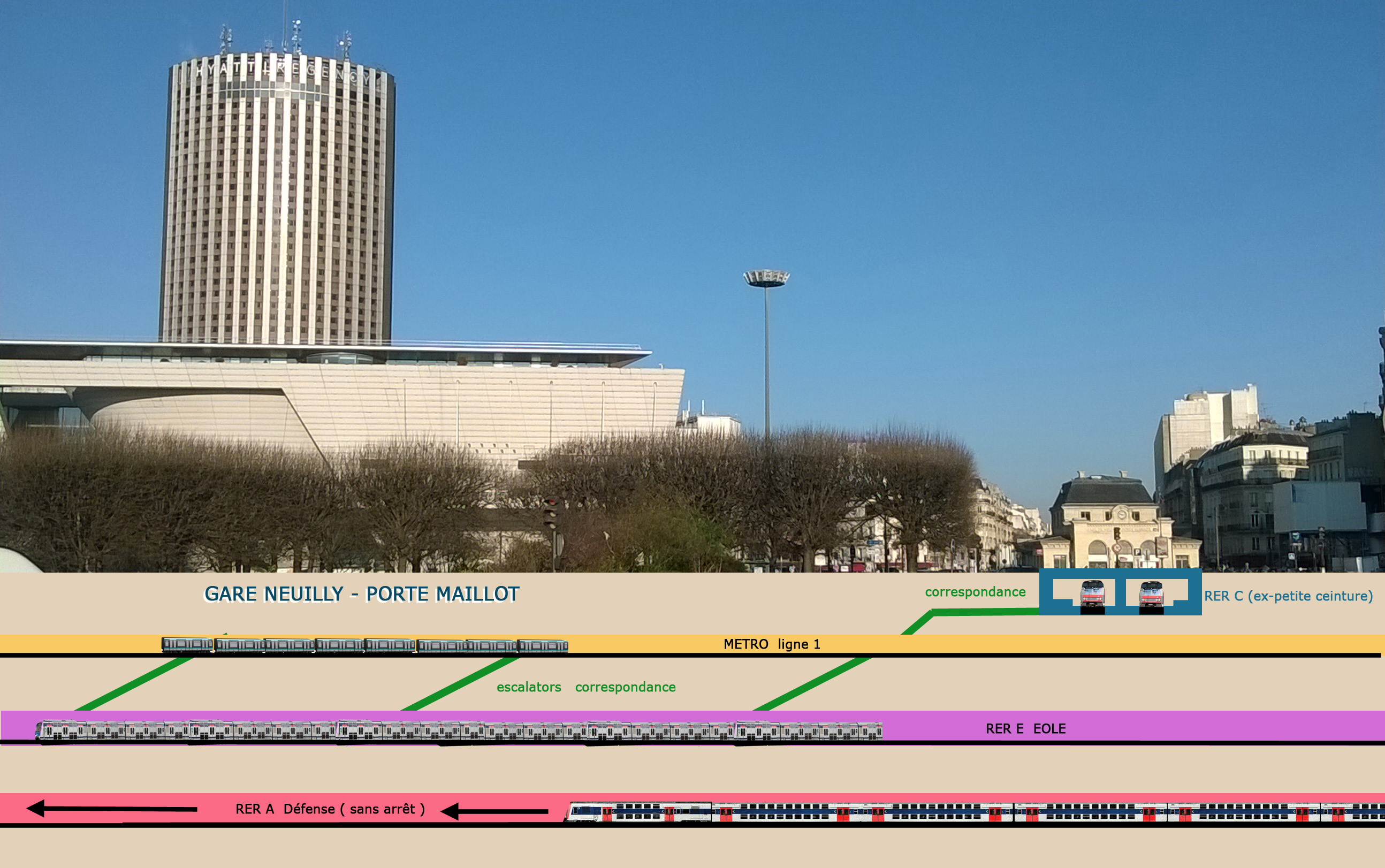
Nákres podzemních tunelů